# Aéroport de Presidente Prudente
L'aéroport de Presidente Prudente (code IATA : PPB • code OACI : SBDN) est l'aéroport de la ville de Presidente Prudente au Brésil.
Il est exploité par DAESP.

## Compagnies aériennes et destinations
| Compagnies              | Destinations                   |
| ----------------------- | ------------------------------ |
| Azul Brazilian Airlines | Campinas, Porto Seguro, Recife |
| Gol Airlines            | São Paulo-Congonhas            |
| LATAM Airlines          | São Paulo/Guarulhos            |

## Accès
L'aéroport est situé à 5 km du centre-ville de Presidente Prudente.